# Македония на македонците (мемоар)
„Македония на македонците“ (на румънски: Macedonia macedonenilor; на есперанто: Makedonia al Makedoniani) е мемоар на Обществото за македонорумънска култура от 1912 година, по време на Балканската война и предлагащ решение на Македонския въпрос чрез Автономна Македония по швейцарски образец.

## Подписали
Мемоарът е подписан от петима видни румънски и арумънски общественици, членове на Обществото за македонорумънска култура.
| Име                     | Име                   | От            |
| ----------------------- | --------------------- | ------------- |
| д-р Леонте Анастасиевич | Leonte Anastasievici  | Гюргево       |
| Георге Мурну            | George Murnu          | Доляни        |
| Константин Ф. Робеску   | Constantin F. Robescu | Ръмнику Сърат |
| Василе К. Дудуми        | Vasile C. Dudumi      | Магарево      |
| Юлиу Валаори            | Iuliu Valaori         | Москополе     |